# Östra Näsnabben
Östra Näsnabben är en udde intill badstranden i Sandviken, Sölvesborgs kommun.
Näsnabben består av betesmarker, busksnår och strandängar. Mitt på udden växer ett lite bokbestånd. Här förekommer en rik flora med blommor som Sankt Pers nycklar, göknycklar, skogsknipprot, luddfingerört, smörbollar, jordtistel samt det sällsynta busktörnet.